# Bordeaux Gironde hockey club
Le Bordeaux Gironde hockey club (BGHC) est un club français de hockey sur glace situé à Bordeaux, dans le département de la Gironde, de 1992 à 1998. L'équipe porte le surnom des Aquitains de Bordeaux jusqu'en 1995, puis des Dogues de Bordeaux.
Il prend la suite du Girondins de Bordeaux hockey club (GBHC) à la suite de la séparation du hockey sur glace du club omnisports. En 1998, le club dépose le bilan en pleine saison, après seulement 8 matchs de championnat. Le Bordeaux Gironde hockey 2000 (Boxers de Bordeaux) prend la suite la saison suivante.
Stéphane Routhier est le gardien de but durant les saisons du club en élite (1996-1997, 1997-1998 et 1998-1999).

## Palmarès
- Championnat de France de Division 3[2] : champion en 1993.
- Ligue du Sud-Ouest Benjamins : champion en 1995[3].

## Statistiques saison par saison

### Aquitains de Bordeaux (1992-1995)
| Saison                       | PJ | V  | D  | N  | BP  | BC  | Pts | Classement        | Séries éliminatoires | Note                      |
| ---------------------------- | -- | -- | -- | -- | --- | --- | --- | ----------------- | -------------------- | ------------------------- |
| 1992-1993                    | 21 | 18 | 2  | 1  | 134 | 36  |     | 1er, Division 3   | Champion             | Promotion en Nationale 2  |
| 1993-1994                    | 26 | 16 | 9  | 1  | 169 | 115 |     | 4e, Nationale 2   | Finaliste            | Promotion en Nationale 1B |
| 1994-1995                    | 28 | 13 | 14 | 1  | 128 | 138 |     | 12e, Nationale 1B | Non qualifié         | Maintien                  |
| Totaux Aquitains de Bordeaux | 75 | 47 | 3  | 25 | 431 | 289 |     |                   |                      |                           |

### Dogues de Bordeaux (1995-1998)
| Saison                    | PJ  | V  | D  | N  | BP  | BC  | Pts | Classement     | Séries éliminatoires | Note               |
| ------------------------- | --- | -- | -- | -- | --- | --- | --- | -------------- | -------------------- | ------------------ |
| 1995-1996                 | 28  | 15 | 11 | 2  | 138 | 127 |     | 3e, Division 1 | Demi-finaliste       | Promotion en Élite |
| 1996-1997                 | 36  | 17 | 16 | 3  | 189 | 159 |     | 8e, Élite      | Quart de finaliste   | Maintien           |
| 1997-1998                 | 40  | 8  | 31 | 2  | 116 | 221 |     | 8e, Élite      | Quart de finaliste   | Maintien           |
| 1998-1999                 | 8   | 0  | 1  | 7  | 26  | 56  |     | Dépôt de bilan | Dépôt de bilan       | Dépôt de bilan     |
| Totaux Dogues de Bordeaux | 104 | 40 | 7  | 58 | 443 | 507 |     |                |                      |                    |

## Personnalités

### Meilleur pointeur par saison
- 1992-1993 : inconnu
- 1993-1994 : André Svitac 66pts (28 buts, 38 assistances) en 23 matchs[2].
- 1994-1995 : André Svitac 57pts (19 buts, 38 assistances) en 26 matchs[2].
- 1995-1996 : André Svitac 65pts (21 buts, 44 assistances) en 27 matchs[2].
- 1996-1997 : Yannick Goïcoëchea 65pts (37 buts, 28 assistances) en 43 matchs[2].
- 1997-1998 : Yannick Goicoechea 42pts (17 buts, 25 assistances) en 38 matchs[2].

### Capitaines
- 1992-1993 : Guy Dupuis[8]
- 1993-1994 : Henri Lahiton[réf. souhaitée]
- 1994-1995 : Guy Dupuis[8]
- 1995-1997 : André Svitac[9]
- 1997-1998 : Yannick Goicoechea[10]

## Identité visuelle

### Aquitains de Bordeaux
Le logo  représente un A (pour Aquitains) rouge et noir. Il est traversé par un palet filant à toute allure, laissant derrière lui une traînée blanche.

### Dogues de Bordeaux
Le logo représente un chien, un dogue, race de chien dont un type porte le nom de dogue de Bordeaux. Il tient dans sa gueule une crosse qu'il brise grâce à la force de ses crocs.

Logo des Aquitains
Logo des Dogues